# Dénes Pataky
Dénes Pataky (* 30. Juni 1916 in Budapest; † 7. April 1987 in Toronto) war ein ungarischer Eiskunstläufer, der im Einzellauf startete.
1934 wurde er Vize-Europameister hinter Karl Schäfer und vor seinem Landsmann Elemér Terták. Ein Jahr später gewann er vor heimischem Publikum in Budapest die Bronzemedaille bei der Weltmeisterschaft, hinter Karl Schäfer und Jack Dunn. Bei den Olympischen Spielen 1936 in Garmisch-Partenkirchen wurde er Neunter.

## Ergebnisse
| Wettbewerb / Jahr          | 1933 | 1934 | 1935 | 1936 |
| -------------------------- | ---- | ---- | ---- | ---- |
| Olympische Winterspiele    |      |      |      | 9.   |
| Weltmeisterschaften        |      | 5.   | 3.   | 6.   |
| Europameisterschaften      |      | 2.   |      |      |
| Ungarische Meisterschaften | 1.   | 1.   | 1.   | 1.   |